# Los bingueros
Los bingueros és una pel·lícula espanyola, dirigida per Mariano Ozores, estrenada l'1 d'octubre de 1979. Està englobada dins del fenomen cinematogràfic conegut com el destape. Els seus protagonistes principals són Andrés Pajares i Fernando Esteso, sent aquesta la primera de nou pel·lícules que van protagonitzar junts.

## Argument
Amadeo (Pajares) és un mediocre empleat de banca que mai aconseguirà aquest tranquil nivell econòmic amb el qual tothom somia. Tampoc Fermín (Esteso) té molt segur el seu futur. Cobra l'atur i fa nyaps venent llibres i fent contractes d'enterraments pagats a terminis. Per diferents raons arriben a la conclusió que el bingo pot arribar a ser la solució dels seus mals, i tots dos personatges es coneixen en la cua d'entrades a un local del bingo. Conjuminen els seus esforços però ni tan sols així aconsegueixen treure diners al joc. Però ja estan atrapats pel vici. I continuen jugant encara que per a això hagin de recórrer a tota mena de trucs per a aconseguir els diners necessaris.

## Repartiment
- Andrés Pajares: Amadeo Saboya
- Fernando Esteso: Fermín Cejuela
- Antonio Ozores: Don Ramón
- África Prat: Margarita, repartidora de cartrons a Bingo
- Isabel Luque: Amparo
- Florinda Chico: Gerarda
- Norma Duval: Carola
- Pilar Muñoz: Dona vetllatori
- Rafael Alonso: Don Obdulio
- Luis Barbero: Cegato
- Roxana Dupre: Repartidora de cartrons a Bingo
- Adrián Ortega: Sord
- Mir Ferry: Don Claudio

## Idea i rodatge
Mariano Ozores va presentar un projecte de pel·lícula a la productora Corona Films, i posteriorment van convèncer a Ízaro Films perquè la coproduís. A Ízaro Films va sorgir la idea d'ajuntar a dos populars còmics (Pajares i Esteso) que mai havien treballat junts, i Ozores va crear un guió sobre un tema d'actualitat de llavors, l'entrada en vigor de la legislació del joc a Espanya i l'obertura de les primeres sales de bingo legals.

## Recepció
Los bingueros va ser vista per 1.539.644 espectadors a les sales de cinema, recaptant 197.885.368 pessetas (havia costat 15 milions). Va ser la pel·lícula espanyola més taquillera en 1979.

## En la cultura popular
- La cantautora espanyola Irene Tremblay (Aroah) té una cançó anomenada 'Y la cinta de Los Bingueros' al seu disc The Last Laugh, en referència a aquesta pel·lícula
- El cantautor José Córdoba "El Chivi", parla de Los Bingueros en la seva cançó "Spanish Psycho", en la qual un home embogeix després de veure aquesta pel·lícula vàries vegades.